# Hugo Koch (Architekt, 1843)

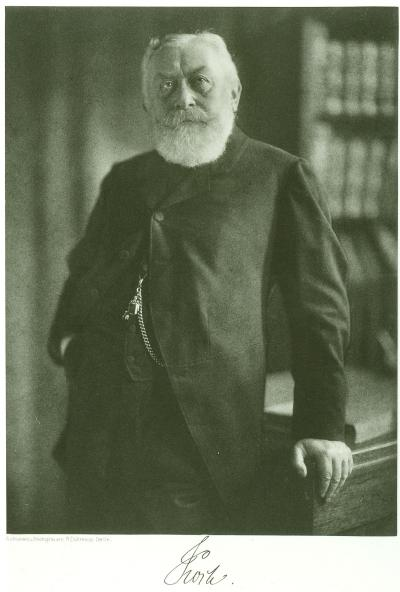
Hugo Koch

Hugo Friedrich Koch (* 15. Dezember 1843 in Oppeln, Schlesien; † 14. Februar 1921 in Berlin) war ein deutscher Architekt, preußischer Baubeamter und Hochschullehrer.
Hugo Koch schloss sein Studium an der Berliner Bauakademie mit der „Bauführer-Prüfung“ (1. Staatsexamen) ab und war danach in Oppeln und Berlin praktisch tätig. Etwa 1869 oder 1870 legte er die „Baumeister-Prüfung“ (2. Staatsexamen) ab und war danach zunächst als Mitarbeiter des renommierten Berliner Architekturbüros Kyllmann & Heyden tätig. 1875 trat er in den Staatsdienst bei der preußischen Ministerialbaukommission ein und war 1885 kurzzeitig im preußischen Ministerium der öffentlichen Arbeiten tätig. Vom 16. April 1885 bis zu seiner Emeritierung zum 30. September 1916 war er als Nachfolger von Carl Schwatlo ordentlicher Professor für Baukonstruktionslehre in der Abteilung I für Architektur der Technischen Hochschule (Berlin-)Charlottenburg. In den Studienjahren 1886/1887, 1895/1896, 1902/1903 und 1910/1911 war er Vorsteher (Dekan) dieser Abteilung.
Hugo Koch wurden der Ehrentitel eines Geheimen Baurats, die Ehrendoktorwürde (als Dr.-Ing. E. h.) und der Stern zum preußischen Roten Adlerorden II. Klasse mit Eichenlaub verliehen.

## Bauten in Berlin
- 1869–1873: Mitarbeit bei Kyllmann & Heyden an der Kaisergalerie
- 1873–1874: Mitarbeit bei Kyllmann & Heyden am Admiralsgartenbad
- 1878–1884: beteiligt an der Bauleitung für den Neubau der Technischen Hochschule Charlottenburg (Entwurf von Richard Lucae)
- 1884–1885: Wohnhaus Behrens, Pankstraße 15